# Catocala desponsa
Catocala desponsa là một loài bướm đêm trong họ Erebidae.